# Irritábilisbél-szindróma
Az irritábilisbél-szindróma (IBS) egy olyan funkcionális gyomor-bélrendszeri rendellenesség, amelyet egy bizonyos tünetegyüttes jellemez, és  hasi fájdalommal és a bélmozgás megváltozásával jár. Ezek a tünetek hosszú időn, gyakran éveken keresztül fennálnak. Négy fő típusba sorolják aszerint, hogy a hasmenés vagy a székrekedés gyakori, mindkettő gyakori (vegyes/változó), vagy egyik sem fordul elő gyakran (IBS-D, IBS-C, IBS-M/IBS-A, illetve IBS-U). Az IBS negatívan befolyásolja az életminőséget, és tanulási vagy munkahelyi nehézségeket eredményezhet. Az IBS-ben szenvedők körében gyakori a szorongás, a súlyos depresszió és a krónikus fáradtság.
Az IBS okai nem tisztázottak. A feltételezett okok többek között: a bél-agy tengely problémáinak kombinációi, a bélmotilitás rendellenességei, fájdalomérzékenység, fertőzések, beleértve a vékonybél-baktériumok túlszaporodását,  neurotranszmitterek,  genetikai tényezők és az ételintolerancia. A betegség kialakulását bélfertőzés vagy stresszes élethelyzet is kiválthatja.
A diagnózis a tüneteken alapul, ha nincsenek aggasztó jelek, és ha más lehetséges betegségeket kizártak. Aggodalomra adhat okot, ha 50 évnél idősebb korban jelentkezik, fogyás kíséri, vér van a székletben, vagy a családban már előfordult gyulladásos bélbetegség. Az egyéb hasonló állapotok közé tartozik a cöliákia, a mikroszkopikus vastagbélgyulladás, a gyulladásos bélbetegség, az epesav felszívódási zavara és a vastagbélrák

## Kezelés
Az IBS-re nincs ismert gyógymód. A kezelés a tünetek enyhítésére irányul. Ez magában foglalhatja az étrend megváltoztatását, a gyógyszeres kezelést, a probiotikumok használatát és a pszichoterápiát. A étrendi változtatások közé tartozik az oldható rostok bevitelének növelése, a gluténmentes étrend vagy a fermentálható oligoszacharidokban, diszacharidokban, monoszacharidokban és poliolokban (FODMAP-ok) szegény étrend (rövid távon). A hasmenés kezelésére loperamid, míg a székrekedés kezelésére a hashajtók használhatók. Az antidepresszánsok javíthatják az általános tüneteket és csökkenthetik a fájdalmat. A betegek oktatása és a jó orvos-beteg kapcsolat az ellátás fontos részét képezi.
A fejlett országokban élő emberek körülbelül 10-15%-át érinti az IBS. A prevalencia országonként (1,1%-tól 45,0%-ig) és az IBS meghatározására használt kritériumoktól függően változik; a tanulmányok eredményeinek összevonásával azonban 11,2%-os becslést kaphatunk. A betegség Dél-Amerikában gyakoribb, Délkelet-Ázsiában ritkábban fordul elő. A nőknél kétszer olyan gyakori, mint a férfiaknál, és jellemzően 45 éves kor előtt jelentkezik. Úgy tűnik, hogy a betegség az életkor előrehaladtával egyre ritkábban fordul elő. Az IBS nem befolyásolja a várható élettartamot, és nem vezet más súlyos betegségekhez. Az állapotot először 1820-ban írták le, míg a jelenlegi irritábilisbél-szindróma kifejezést 1944-ben kezdték használni.

## Osztályozás
Az IBS hasmenés-domináns (IBS-D), székrekedés-domináns (IBS-C), vegyes/változó székletmintázatú (IBS-M/IBS-A) vagy fájdalomdomináns alosztályokba sorolható. Egyeseknél az IBS akutan kezdődhet, és olyan fertőző betegség után alakulhat ki, amelyet az alábbiak közül kettő vagy több jellemez: láz, hányás, hasmenés vagy pozitív széklettenyészet. Ezt a fertőzés utáni szindrómát következésképpen "posztinfektív IBS"-nek (IBS-PI) nevezték el.

## Tünetek és panaszok
Az IBS elsődleges tünetei a gyakori hasmenéssel vagy székrekedéssel, valamint a székletürítési szokások megváltozásával összefüggő hasi fájdalom vagy diszkomfort érzés. A tünetek általában akut rohamok formájában jelentkeznek, amelyek egy-két napon belül enyhülnek, de visszatérő rohamok is előfordulhatnak. A sürgető székletürítési kényszer, a nem teljes ürítés érzése (Rectalis tenesmus) vagy puffadás is előfordulhat. Egyes esetekben a tünetek enyhülnek a székletürítést követően. Az IBS-ben szenvedők betegeknél gyakrabban jelennek meg gastrooesophagealis reflux, az urogenitális rendszerhez kapcsolódó tünetek, fibromyalgia, fejfájás, hátfájás és pszichiátriai tünetek, például depresszió és szorongás. Az IBS-ben szenvedő felnőttek körülbelül egyharmada szexuális diszfunkcióról is beszámol, jellemzően a libidó csökkenése formájában.

## Okai
Bár az IBS okai még mindig ismeretlenek, úgy vélik, hogy a teljes bél-agy tengely érintett. A legújabb eredmények arra utalnak, hogy az irritábilisbél-szindrómában szenvedő betegek hasi fájdalommal járó tüneteinek hátterében allergia által kiváltott perifériás immunmechanizmus állhat.

## Kockázati tényezők
Akut gyomor-bélrendszeri fertőzés után hatszorosára nő az IBS kialakulásának kockázata.- További poszinfekciós kockázati tényezők a fiatal kor, az elhúzódó láz, a szorongás és a depresszió. A pszichológiai tényezők, mint például a depresszió vagy a szorongás, nem bizonyítottan okozzák vagy befolyásolják az IBS kialakulását, de szerepet játszhatnak a tünetek tartósságában és súlyosságában. Mindazonáltal ronthatják az IBS tüneteit és az életminőséget. Úgy tűnik, hogy az antibiotikum-terápia szintén növeli az IBS kialakulásának kockázatát. A kutatások szerint a született immunitás és az epithelium homeosztázisának genetikai hibái növelik mind a fertőzés utáni, mind az egyéb IBS  formák kialakulásának kockázatát.

### Stressz
Az agy-bél tengely szerepére utaló publikációk az 1990-es években jelentek meg és a gyermekkori fizikai és pszichológiai bántalmazás gyakran összefüggésbe hozható az IBS kialakulásával. Úgy vélik, hogy a pszichés stressz kiválthat IBS-t az arra hajlamos egyéneknél.
Tekintettel az IBS-ben szenvedők által tapasztalt szorongásra és az olyan állapotokkal való átfedésre, mint a fibromyalgia és a krónikus fáradtság szindróma, az IBS egyik lehetséges magyarázata a stresszrendszer zavara. A szervezet stresszreakciójában részt vesz a hipotalamusz-hipofízis-mellékvese tengely (HPA) és a szimpatikus idegrendszer is, amelyekről kimutatták, hogy az IBS-ben szenvedőknél rendellenesen működnek. Az IBS-ben szenvedők kétharmadánál az IBS tüneteit  pszichés tünetek vagy szorongás előzi meg, és a pszichés problémák hajlamosabbá teszik a korábban egészséges embereket arra, hogy gasztroenteritisz után IBS alakuljon ki náluk.

### Posztinfekciós tényezők
Az IBS-esetek körülbelül 10 százalékát akut fertőzéses gastroenteritis váltja ki. A Cytolethal distending toxint (CdtB) gasztroenteritist okozó baktériumok termelik, és a gazdaszervezetben autoimmunitás alakulhat ki, amikor a CdtB elleni antitestek keresztreakcióba lépnek a vinculinnal Úgy tűnik, hogy a veleszületett immunrendszerrel és a hámgáttal kapcsolatos genetikai hibák, valamint a magas stressz- és szorongási szint növeli a fertőzés utáni IBS kialakulásának kockázatát. A fertőzés utáni IBS általában a hasmenés-domináns altípusként jelentkezik. Bizonyított, hogy az akut bélfertőzés során felszabaduló nagy mennyiségű proinflammatorikus citokin a bél áteresztőképességének növekedését okozza, ami a bélbaktériumok transzlokációjához vezet a bélhám barrieren keresztül; ez viszont a helyi szövetek jelentős károsodását eredményezheti, ami érzékeny egyéneknél krónikus bélrendszeri rendellenességgé fejlődhet. A megnövekedett béláteresztőképesség azonban erősen összefügg az IBS-sel, függetlenül attól, hogy azt fertőzés indította-e el vagy sem. A vékonybélbaktériumok túlszaporodása és a trópusi spue közötti kapcsolat a posztinfekciós IBS feltételezhető okozója.

### A baktériumok szerepe
A vékonybél-baktériumok túlszaporodása (SIBO) nagyobb gyakorisággal fordul elő azoknál az embereknél, akiknél IBS-t diagnosztizáltak, mint az egészséges kontrollcsoportoknál. A SIBO leggyakoribb a hasmenéses IBS-ben, de a székrekedéses IBS-ben is gyakrabban fordul elő, mint az egészséges kontrollcsoportokban. A SIBO tünetei közé tartozik többek között a puffadás, a hasi fájdalom, a hasmenés vagy a székrekedés. Az IBS oka az is lehet, hogy az immunrendszer rendellenes kölcsönhatásba lép a bél mikrobiotával, ami rendellenes citokin jelátviteli profilt eredményez.
Bizonyos baktériumok kisebb vagy nagyobb mennyiségben fordulnak elő, mint az egészséges egyéneknél. Általában a Bacteroidetes, Firmicutes és Proteobaktériumok száma megnövekszik, az Actinobacteriumok, Bifidobaktériumok és Lactobacillusok száma pedig csökken. Az emberi bélrendszeren belül vannak gyakran előforduló baktériumtörzsek. A leggyakoribb a Firmicutes. Ide tartozik a Lactobacillus, amelyről kimutatták, hogy az IBS-ben szenvedő embereknél mennyisége csökken, és a Streptococcus, amelyről kimutatták, hogy mennyisége nagy mértékben növekszik. Ezen a törzsön belül a Clostridia osztályba tartozó fajok, különösen a Ruminococcus és a Dorea mutatnak növekedést. Az IBS-D betegeknél a Lachnospiraceae családba tartozó baktériumok  száma növekszik. A második leggyakoribb törzs a Bacteroidetes. Az IBS-ben szenvedő betegeknél a Bacteroidetes törzs általános csökkenést mutatott, de a Bacteroides fajok száma növekedett. Az IBS-D esetében az Actinobacteria törzsben csökkenés, a Proteobacteria törzsben pedig növekedés mutatkozik, különösen az Enterobacteriaceae családban.

### Gombák
Egyre több bizonyíték áll rendelkezésre arra vonatkozóan, hogy a bélflóra megváltozása (dysbiosis) összefüggésbe hozható az IBS bélrendszeri tüneteivel, de az IBS-ben szenvedők akár 80%-ánál fellépő pszichiátriai morbiditással is. A bél mycobiota szerepét, és különösen a Candida albicans élesztőgomba abnormális elszaporodását egyes IBS-ben szenvedő betegeknél 2005-ben kezdték vizsgálni.

### Protozoonok

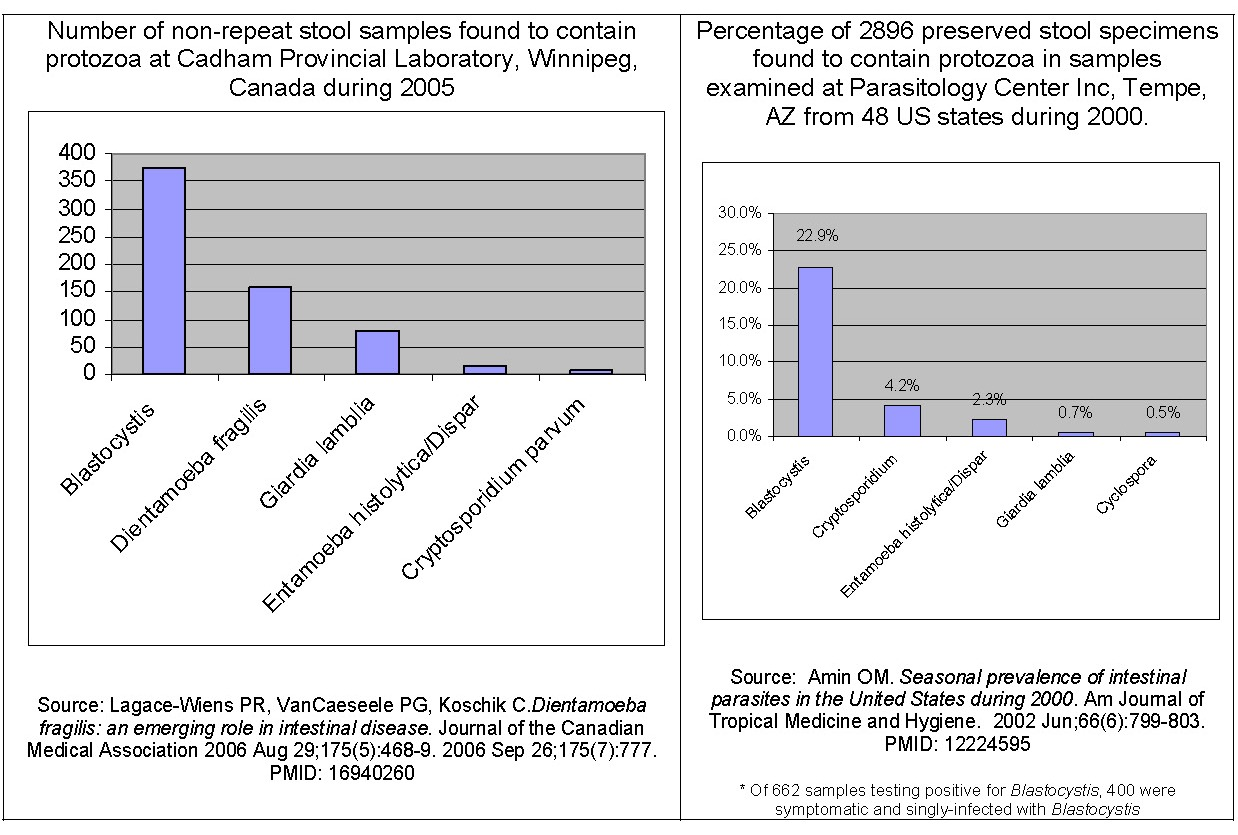
A protozoonfertőzések prevalenciája az iparosodott országokban (Egyesült Államok és Kanada) a 21. században

A protozoális fertőzések olyan tüneteket okozhatnak, amelyek az IBS egyes altípusaira hasonlítanak, ilyen pl. a Blastocystis hominis bizonyos altípusai által okozott fertőzés. (blastocystosis).
2017-től kezdve a bizonyítékok arra utalnak, hogy a blastocystis kolonizáció gyakrabban fordul elő az IBS-ben érintett egyéneknél, és az IBS kialakulásának egyik lehetséges kockázati tényezője. A Dientamoeba fragilis'-t szintén lehetséges vizsgálandó organizmusnak tekintetik, bár IBS-ben nem szenvedő emberekben is megtalálható.

### D-vitamin
A D-vitamin-hiány gyakoribb az irritábilisbél-szindrómában szenvedő egyéneknél. A D-vitamin részt vesz az IBS kiváltó tényezőinek szabályozásában, beleértve a bélmikrobiomot, a gyulladásos folyamatokat és az immunválaszokat, valamint a pszichoszociális tényezőket.

### Genetika
Az SCN5A mutációk az IBS-ben szenvedők kisebb részébél fordulnak elő, különösen a székrekedés-domináns változatban (IBS-C). Az ebből eredő hiba a vastagbél simaizomzatában és a pacemaker sejtekben található Nav1.5 csatorna befolyásolása révén a bélműködés zavarához vezethet.

## Mechanizmus
Úgy tűnik, hogy az IBS kialakulásában fontos szerepet játszanak a genetikai, környezeti és pszichológiai tényezők. Tanulmányok kimutatták, hogy az IBS-nek genetikai összetevője is van, bár túlnyomóan a környezeti tényezők  befolyásolják.
Bizonyított, hogy az IBS-ben szenvedő egyének bélflórájában rendellenességek fordulnak elő, például a  diverzitás csökkenése, a Bacteroidetes törzsbe tartozó baktériumok számának csökkenése, és a Firmicutes törzsbe tartozó baktériumok számának növekedése. A bélflóra változásai a hasmenéses IBS-ben szenvedő egyéneknél a legjelentősebbek. A kommenzális bélflóra általános komponensei (nevezetesen a flagellin) elleni antitestek gyakoriak az IBS-ben érintett egyénekben.
Az IBS-ben szenvedő egyéneknél gyakran fordul elő krónikus, alacsony fokú gyulladás, amelynek rendellenességei közé tartoznak az enterokromaffin sejtek, intraepiteliális limfociták és hízósejtek megnövekedett száma, ami a bélnyálkahártya krónikus immunmediált gyulladását eredményezi. Az IBS gyakrabban jelentkezik a többgenerációs IBS-es családokban, mint az átlagpopulációban. Úgy vélik, hogy a pszichés stressz fokozott gyulladást idézhet elő, és ezáltal a hajlamos egyéneknél IBS kialakulásához vezethet.

## Diagnosztika
Az irritábilisbél-szindróma diagnosztizálására egyelőre nem létezik specifikus laboratóriumi vagy képalkotó vizsgálat. A diagnózisnak a tüneteken, az aggodalomra okot adó jellemzők kizárásán és a hasonló tüneteket mutató szervi betegségek kizárására irányuló specifikus vizsgálatok elvégzésén kell alapulnia.
Az orvosoknak szóló ajánlások az   vizsgálatok   minimalizálására irányulnak. Általában a római kritériumok használatosak. Lehetővé teszik, hogy a diagnózis csak a tüneteken alapuljon, de egyetlen, kizárólag a tüneteken alapuló kritérium sem elég pontos az IBS diagnosztizálásához. Az aggasztó jelenségek közé tartozik az 50 év feletti életkor, a fogyás, a vér a székletben, a vashiányos vérszegénység, vagy a családban előfordult vastagbélrák, cöliákia vagy gyulladásos bélbetegség. A vizsgálatok kiválasztásának kritériumai a rendelkezésre álló orvosi erőforrások szintjétől is függenek.

### Római kritériumok
A Róma IV kritériumok közé tartozik a visszatérő hasi fájdalom, átlagosan legalább heti 1 nap az elmúlt 3 hónapban, amelyhez az alábbi kritériumok közül kettő vagy több társul:
- A székletürítéssel kapcsolatos
- A széklet gyakoriságának megváltozásával jár
- A széklet formájának (megjelenésének) megváltozásával jár

Az orvosok dönthetnek úgy, hogy alkalmazzák ezen irányelvek valamelyikét, vagy egyszerűen úgy dönthetnek, hogy saját, korábbi betegekkel kapcsolatos anekdotikus tapasztalataikra hagyatkoznak. Az algoritmus további vizsgálatokat is tartalmazhat, annak elkerülése érdekében, hogy más betegségeket tévesen IBS-ként diagnosztizáljanak.  Az ilyen „vörös zászlós” tünetek közé tartozhat a fogyás, a gyomor-bélrendszeri vérzés, a vérszegénység vagy az éjszakai tünetek. A vörös zászlós állapotok azonban nem mindig járulnak hozzá a diagnózis pontosságához; például az IBS-ben szenvedő emberek 31%-ának van vér a székletében, sok esetben valószínűleg aranyérvérzés miatt.
A diagnosztikai algoritmus a hasmenés, a hasi fájdalom és a székrekedés tüneteinek kombinációja alapján azonosítja a személy állapotára legjobban illő elnevezést. Például a "a hazatérő utazók 50%-ánál funkcionális hasmenés, míg 25%-ánál IBS alakult ki" kijelentés azt jelentené, hogy az utazók felénél hasmenés, míg negyedénél hasmenés és hasi fájdalom is jelentkezett. Míg egyes kutatók úgy vélik, hogy ez a kategorizálási rendszer segít az orvosoknak megérteni az IBS-t, mások megkérdőjelezik a rendszer értékét, mert véleményük szerint minden IBS-ben szenvedő embernek ugyanaz az alapbetegsége, de eltérő tüneteik vannak.

### Differenciáldiagnózis
A vastagbélrák, a gyulladásos bélbetegség, a pajzsmirigy rendellenességei (pajzsmirigy túlműködés vagy pajzsmirigy alulműködés) és a giardiasis szintén rendellenes székletürítéssel és hasi fájdalommal járhat. E tünetprofil kevésbé gyakori okai a karcinoid szindróma, a mikroszkópos colitis (MC) , a bakteriális túlszaporodás és az eozinofil gastroenteritis; az IBS azonban gyakori tünetegyüttes, és az ilyen állapotok vizsgálata kevés pozitív eredményt hozna, ezért a magas költségek miatt nem indokolt. Hasonlóan előforduló állapotok közé tartozik a cöliákia, az epesav felszívódási zavara, a vastagbélrák és a diszszinergiás székletürítés
Az irritábilisbél-szindróma diagnózisának felállítása előtt ajánlott kizárni a parazitás fertőzéseket, a laktózintoleranciát, a vékonybél baktériumok túlszaporodását és a coeliakiát. A cöliákia jelenlétének megállapításához felső endoszkópiára és vékonybél-biopsziára van szükség. A biopsziával végzett ileokolonoszkópia hasznos lehet a Crohn-betegség és a fekélyes vastagbélgyulladás (gyulladásos bélbetegség) kizárására.
Egyeseknél, akiket évek óta kezelnek IBS miatt, előfordulhat nem cöliákiás gluténérzékenység (NCGS). Az IBS gasztrointesztinális tünetei klinikailag nem különböztethetők meg az NCGS tüneteitől, de az alábbi nem bélrendszeri tünetek bármelyikének jelenléte NCGS-re utal:  fejfájás vagy migrén, "ködös elme", krónikus fáradtság, fibromyalgia ízületi és izomfájdalom, a lábak vagy a karok zsibbadása, bizsergés a végtagokban, dermatitis (ekcéma vagy bőrkiütés),   atópiás rendellenességek,allergia porra vagy pollenre, élelmiszerekre vagy fémekre   (például atkák, graminaceae, parietaria, macska- vagy kutyaszőr, kagyló vagy nikkel), depresszió, szorongás, vérszegénység,        vashiányos vérszegénység, folsavhiány, asztma, nátha, étkezési zavarok, neuropszichiátriai rendellenességek (pl. szkizofrénia, autizmus, perifériás neuropátia, ataxia, figyelemhiányos hiperaktivitási zavar) vagy autoimmun betegségek . Az immunmediált tünetek, (beleértve az autoimmun betegségeket) javulása gluténmentes diéta mellett, miután kizártuk a coeliakiat és a búzaallergia-t, egy másik módja a differenciáldiagnózis felállításának.

### Vizsgálatok
Az alábbi vizsgálatokat szokták végezni más betegségek kizárása érdekében:
- Széklet mikroszkópos vizsgálata és tenyésztés (a fertőző betegségek kizárására)
- Vérvizsgálatok: teljes vérvizsgálat, májfunkciós vizsgálatok, eritrocita ülepedési sebesség és szerológiai vizsgálat a coeliakia kimutatására
- Hasi ultrahang (az epekő és egyéb epeúti betegségek kizárására)
- Endoszkópia és biopszia (a peptikus fekélybetegség, a coeliakia, a gyulladásos bélbetegség és a rosszindulatú daganatok kizárására)
- Hidrogén kilégzési teszt (a fruktóz és a laktóz felszívódási zavar kizárására)

### Téves diagnózis
Az IBS-ben szenvedő embereknél megnő a kockázata annak, hogy nem megfelelő műtéteket végeznek rajtuk, például vakbéleltávolítást, epehólyag-eltávolítást vagy méheltávolítást, ha tévesen más betegséget diagnosztizálnak náluk. Néhány gyakori példa a téves diagnózisra: fertőző betegségek, cöliákia,Helicobacter pylori,paraziták (nem protozoon). Az American College of Gastroenterology azt javasolja, hogy minden IBS-tüneteket mutató személynél végezzenek cöliákia vizsgálatot.
Az epesav felszívódási zavara néha nem áll fenn a hasmenéses IBS-ben szenvedőknél. A SeHCAT tesztek szerint a D-IBS-ben szenvedő emberek körülbelül 30%-ának van ez az állapota, és az esetek többségében reagálnak az epesav-megkötőkre.

### Társbetegségek
Számos egészségügyi állapot, vagy társbetegség nagyobb gyakorisággal fordul elő az IBS-ben szenvedőknél.
- Neurológiai/pszichiátriai: Egy 97.593 IBS-ben szenvedő személy bevonásával végzett vizsgálat olyan társbetegségeket azonosított, mint a fejfájás, a fibromyalgia és a depresszió.[85] Az IBS a krónikus fáradtság szindrómában szenvedők 51%-ánál és a fibromyalgiában szenvedők 49%-ánál fordul elő, pszichiátriai rendellenességek pedig az IBS-ben szenvedők 94%-ánál fordulnak elő.[4][* 1]
- Csatornabetegségek és izomdisztrófia : Az IBS és a funkcionális GI betegségek olyan genetikai csatornabetegségek kísérőbetegségei, amelyek szívvezetési zavarokat és neuromuszkuláris diszfunkciót okoznak, és a GI motilitás, szekréció és érzések megváltozását is eredményezik.[86] Hasonlóképpen, az IBS és az FBD nagyon elterjedt a myotóniás izomdisztrófia  esetén. Az emésztési tünetek lehetnek a dystrophiás betegség első jelei, és akár 10 évvel megelőzhetik a mozgásszervi tüneteket.[87]
- Gyulladásos bélbetegség: Az IBS marginálisan összefüggésbe hozható a gyulladásos bélbetegséggel.[88] A kutatók némi összefüggést találtak az IBS és az IBD között,[89] és megjegyzik, hogy az IBD-ben szenvedő betegek IBS-szerű tüneteket tapasztalnak, amikor az IBD tünetei enyhülnek.[90][91] Egy hároméves tanulmány kimutatta, hogy az IBS-sel diagnosztizált betegeknél 16,3-szor nagyobb valószínűséggel diagnosztizálják az IBD-t a vizsgálati időszak alatt, bár ez valószínűleg a kezdeti téves diagnózisnak tudható be.[92]
- Hasi műtétek: Az IBS-ben szenvedő embereknél nem az epekövek fokozott kockázata, hanem inkább a hasi fájdalom, az epekővel kapcsolatos tudatosság és a nem megfelelő műtéti indikációk miatt állt fenn a szükségtelen epehólyag-eltávolítási műtét fokozott kockázata.[93] Ezek az emberek 87%-kal nagyobb valószínűséggel esnek át hasi és kismedencei műtéten, és háromszor nagyobb valószínűséggel esnek át epehólyagműtéten.[94] Ezenkívül az IBS-ben szenvedők kétszer nagyobb valószínűséggel esnek át méheltávolításon.[95]
- Endometriózis : Egy tanulmány statisztikailag szignifikáns kapcsolatról számolt be a migrénes fejfájás, az IBS és az endometriózis között.[96]
- Egyéb krónikus betegségek: Az intersticiális cystitis más krónikus fájdalom-szindrómákkal, például irritábilisbél-szindrómával és fibromyalgiával társulhat. Az e szindrómák közötti kapcsolat egyelőre ismeretlen.[97]

## Kezelés
Számos kezelés bizonyult hatékonynak, többek között rostok, a pszichoterápia, görcsoldó és antidepresszáns gyógyszerek, valamint a borsmentaolaj.

### Diéta

#### FODMAP
A FODMAPS-ok olyan rövid szénláncú szénhidrátok, amelyek rosszul szívódnak fel a vékonybélben. Egy 2018-as szisztematikus felmérés megállapította, hogy bár van bizonyíték az IBS tüneteinek javulására az alacsony FODMAP-tartalmú étrend mellett, a bizonyítékok nagyon rossz minőségűek. A legvalószínűbb javuló tünetek közé tartozik a sürgős inger, a puffadás, a hasi fájdalom és a megváltozott székletürítés. Az egyik kezelési irányelv alacsony FODMAP-tartalmú étrendet javasol az IBS kezelésére, ha más étrendi és életmódbeli változtatások nem vezettek eredményre. A diéta csökkenti a vékonybélben rosszul felszívódó szénhidrátokat, valamint a fruktózt és a laktózt, amelyek szintén rosszul szívódnak fel azoknál, akik intoleranciában szenvednek. Kimutatták, hogy a fruktóz és a fruktán csökkentése dózisfüggő módon csökkenti az IBS tüneteit fruktóz-felszívódási zavarban és IBS-ben szenvedő betegeknél.
A FODMAP-ok olyan erjeszthető oligo-, di-, monoszacharidok és poliolok, amelyek a vékonybélben rosszul szívódnak fel, ezért a distalis vékonybél és a proximális vastagbél baktériumai fermentálják őket. Ez egy normális, mindenkire jellemző jelenség. Az ebből eredő gázképződés hasi puffadást okozhat. Bár a FODMAP-ok bizonyos emésztési kellemetlenségeket okozhatnak egyeseknél, nemcsak hogy nem okoznak bélgyulladást, de segítenek elkerülni azt, mivel a bélflórában olyan előnyös változásokat idéznek elő, amelyek hozzájárulnak a vastagbél egészségének megőrzéséhez. A FODMAP-ok nem okozzák az irritábilisbél-szindrómát vagy más funkcionális gasztrointesztinális rendellenességeket, hanem a tünetek akkor jelentkeznek, ha a bélrendszer mögöttes válaszreakció fokozott vagy kóros.
Az alacsony FODMAP-tartalmú diéta ezek kizárását jelenti az étrendből. Ezeket nem egyenként, hanem globálisan csökkentik, ami sikeresebb, mint például csak a fruktóz és a fruktánok korlátozása, amelyek szintén FODMAP-ok, ahogyan azt a fruktóz felszívódási zavarában szenvedő betegek számára ajánlják.
Az alacsony FODMAP-tartalmú étrend segíthet javítani a rövid távú emésztési tüneteket az irritábilisbél-szindrómában szenvedő felnőtteknél, de hosszú távú követése negatív hatásokkal járhat, mivel káros hatást gyakorol a bélflórára és a metabolomra. Csak rövid ideig és szakember tanácsára szabad követni. Az alacsony FODMAP-tartalmú diéta különböző tápanyagcsoportokat erősen korlátoz, és hosszú távon nem célszerű követni. További vizsgálatokra van szükség ahhoz, hogy felmérhessük ennek az étrendnek az egészségre gyakorolt valódi hatását.
Ezenkívül az alacsony FODMAP-tartalmú étrend alkalmazása az IBS diagnózisának ellenőrzése nélkül más betegségek, például a cöliákia téves diagnózisát eredményezheti. Mivel a glutén fogyasztása az alacsony FODMAP-tartalmú étrenddel csökken, az emésztési tünetek javulása ennél az étrendnél a glutén megvonásával függhet össze, ami a fel nem ismert cöliákia jelenlétére utal, elkerülve annak diagnózisát és helyes kezelését, ami súlyos szövődmények, köztük a rák különböző típusainak kockázatával jár.

#### Rostok
Egyes tanulmányok arra utalnak, hogy az oldható élelmi rostok pótlása (pl. psyllium/ispagulahéj) hatékony lehet. Tömegnövelő anyagként működik, és sok IBS-D-ben szenvedő ember számára konzisztensebb székletet eredményez. Az IBS-C-ben szenvedők számára lágyabb, nedvesebb, könnyebben üríthető székletet tesz eredményez.
Az oldhatatlan rostok (pl. korpa) azonban nem bizonyultak hatásosnak az IBS kezelésére. Egyeseknél az oldhatatlan rostok pótlása súlyosbíthatja a tüneteket.
A rostok hasznosak lehetnek azok számára, akiknél a székrekedés dominál. Az IBS-C-ben szenvedő betegeknél az oldható rostok csökkenthetik az általános tüneteket, de nem csökkentik a fájdalmat. Az élelmi rostokat támogató kutatások tanulmányai ellentmondásosak, amit tovább nehezít a felhasznált rosttípusok és dózisok heterogenitása.
Egy metaanalízis szerint csak az oldható rostok javították az irritábilis bél általános tüneteit, de egyik rost sem csökkentette a fájdalmat.
Ugyanezen szerzők frissített metaanalízise azt is megállapította, hogy az oldható rostok csökkentették a tüneteket, míg az oldhatatlan rostok egyes esetekben súlyosbították a tüneteket. A pozitív tanulmányoknál napi 10-30 gramm ispaghula (psyllium) mennyiséget használtak. Az egyik tanulmány kifejezetten a dózisok hatását vizsgálta, és megállapította, hogy 20 g ispaghula (psyllium) jobb, mint 10 g, és egyenértékű a napi 30 g-mal.

### Gyógyszeres kezelés
Hasznosak lehetnek a görcsoldók, például a diciklomin és az antidepresszánsok. Mind a H1-antihisztaminok, mind a hízósejt-stabilizátorok hatásosnak bizonyultak az IBS-ben a zsigeri túlérzékenységgel járó fájdalom csökkentésében.

#### Hashajtók
Azoknál az embereknél, akik nem reagálnak megfelelően az élelmi rostokra, az ozmotikus hashajtók, például a polietilénglikol, a szorbit és a laktulóz segíthetnek elkerülni a stimuláns hashajtókkal összefüggésbe hozható "katartikus vastagbél" tüneteinek kialakulását. A lubiprostone egy gyomor-bélrendszeri szer, amelyet a székrekedés-domináns IBS kezelésére használnak.

#### Görcsoldók
A görcsoldó gyógyszerek (pl. az antikolinerg szerek, mint például a hioszciamin vagy diciklomin) alkalmazása segíthet a görcsök vagy a hasmenés enyhítésében. A Cochrane Collaboration metaanalízise arra a következtetésre jutott, hogy a görcsoldókkal való kezelés hét emberből egynél előnyös. A görcsoldók két csoportra oszthatók: neurotróp és musculotrop szerekre. A musculotróp szerek, például a mebeverin közvetlenül a gyomor-bél traktus simaizomzatára hatnak, és enyhítik a görcsöket anélkül, hogy befolyásolnák a normál bélmozgást.  Mivel ezt a hatást nem a vegetatív idegrendszer közvetíti, a szokásos antikolinerg mellékhatások hiányoznak. A görcsoldó otilónium szintén hasznos lehet.

#### A PPI-k használatának felfüggesztése
A gyomorsavtermelés visszaszorítására használt protonpumpagátlók (PPI) a vékonybél-baktériumok túlszaporodását (SIBO) okozhatják, ami IBS-tüneteket okozhat. A PPI-k szedésének abbahagyását javasolták bizonyos esetekben, mivel ez az IBS-tünetek javulásához vagy megszűnéséhez vezethet.

#### Antidepresszánsok
A bizonyítékok ellentmondásosak az antidepresszánsok IBS-ben nyújtott előnyeiről. Egyes metaanalízisek előnyösnek találták, míg mások nem. Megfelelő bizonyíték van arra, hogy a triciklikus antidepresszánsok (TCA-k) alacsony dózisban hatékonyak lehetnek az IBS-ben. A TCA-k hasznákatával körülbelül minden harmadik embernél javulás mutatkozik.
Más antidepresszáns osztályok, például a szelektív szerotonin újrafelvétel-gátló (SSRI-k) hatékonyságára vonatkozóan azonban a bizonyítékok kevésbé szilárdak. Szerotonerg hatásuk miatt az SSRI-ket IBS-ben tanulmányozták, különösen azoknál, akiknél a székrekedés dominlál. A 2015-ös adatok szerint az SSRI-k nem segítenek. Az antidepresszánsok nem hatékonyak az IBS kezelésére a depresszióban szenvedő embereknél, valószínűleg azért, mert az IBS enyhítéséhez az antidepresszánsok depresszió kezelésére használt dózisainál kisebb adagokra van szükség.

#### Egyéb szerek
A magnézium-alumínium-szilikátok és az alverin-citrát gyógyszerek hatékonyak lehetnek az IBS esetében.
A rifaximin hasznos lehet az IBS tüneteinek kezelésére, beleértve a hasi puffadást, bár ennek enyhülése csak később jelentkezik. Különösen hasznos a vékonybélben lévő baktériumok túlszaporodása esetén.
IBS-ben szenvedő és alacsony D-vitamin-szintű egyéneknél ajánlott a D-vitamin pótlása. Egyes bizonyítékok arra utalnak, hogy a D-vitamin pótlása javíthatja az IBS tüneteit, de további kutatásokra van szükség ahhoz, hogy az IBS specifikus kezeléseként ajánlani lehessen.

### Pszichoterápia
A gyenge módszertani színvonalú vizsgálatokból származó, alacsony minőségű bizonyítékok léteznek arra vonatkozóan, hogy a pszichológiai terápiák hatékonyak lehetnek az IBS kezelésében; ugyanakkor az IBS pszichoterápiájának nincsenek jelentős káros hatásai. Az elme és a test, illetve az agy és a bél közötti interakciókat javasolják az IBS esetében, és egyre nagyobb figyelmet kap a kutatásokban. A  hipnózis javíthatja a mentális jólétet, a kognitív viselkedésterápia pedig a szorongásos tünetek kezelésében, valamint segíthet visszaszorítani  az IBS tüneteit fokozó gondolati és viselkedési mintákat. Bár a pszichoterápia és a hipnózis hatékonyságának bizonyítékai gyengék, és az ilyen terápiák általában nem javallottak, olyan kezelésre rezisztens esetekben, amikor a gyógyszeres terápia legalább 12 hónapon keresztül nem hozott enyhülést,  a NICE klinikai iránymutatásai azt ajánlják, hogy fontolóra kell venni az olyan pszichoterápiás stratégiákat, mint a kognitív viselkedésterápia [CBT], a hipnoterápia és/vagy a pszichológiai terápia.
A stressz csökkentése csökkentheti az IBS tüneteinek gyakoriságát és súlyosságát. Az alábbi technikák lehetnek hasznosak:
- Relaxációs technikák, mint például a meditáció
- Fizikai tevékenységek, mint például a jóga vagy a tai chi[119]
- Rendszeres testmozgás, például úszás, séta vagy futás[140]

### Alternatív gyógymódok
Egy metaanalízis során nem mutatták ki az akupunktúra előnyeit a placebóhoz képest az IBS-tünetek súlyossága vagy az IBS-hez kapcsolódó életminőség tekintetében.

#### Probiotikumok
A probiotikumok hasznosak lehetnek az IBS kezelésében; napi 10-100 milliárd hasznos baktérium szedése javasolt a kedvező hatás érdekében. Mindazonáltal további kutatásokra van szükség a hasznos baktériumok egyes törzseivel kapcsolatban a pontosabb javaslatokhoz. A probiotikumoknak olyan pozitív hatásai vannak, mint a bélnyálkahártya barrier funkciójának fokozása, fizikai gát biztosítása, bakteriocin-termelés (ami a patogén és gáztermelő baktériumok számának csökkenését eredményezi), a bélpermeabilitás és a baktériumok transzlokációjának csökkentése, valamint az immunrendszer helyi és szisztémás szabályozása, egyéb jótékony hatások mellett. A probiotikumok kedvező hatással lehetnek a bél-agy tengely működésére is, mivel  ellensúlyozzák a stressznek a bél immunitására és a bélműködésre gyakorolt hatását.
Számos probiotikum bizonyult hatékonynak, többek között a Lactobacillus plantarum, és a Bifidobacteria infantis ; de egy másik vizsgálat szerint csak a Bifidobacteria infantis bizonyult hatásosnak. A B. infantis hatása a bélrendszeren túl is érvényesülhet azáltal, hogy csökkenti a proinflammatorikus citokin aktivitást és megemeli a vér triptofánszintjét, ami a depresszió tüneteinek javulását okozhatja. Egyes joghurtok probiotikumok felhasználásával készülnek, amelyek segíthetnek enyhíteni az IBS tüneteit.A Saccharomyces boulardii nevű probiotikus élesztő  némi hatékonyságágot mutat az irritábilisbél-szindróma kezelésében.
Bizonyos probiotikumok eltérő hatással vannak az IBS bizonyos tüneteire. Például a Bifidobacterium breve, a B. longum és a Lactobacillus acidophilus enyhíti a hasi fájdalmat. A B. breve, B. infantis, L. casei vagy L. plantarum fajok enyhítették a hasi puffadás tüneteit. A B. breve, B. infantis, L. casei, L. plantarum, B. longum, L. acidophilus, L. bulgaricus és a Streptococcus salivarius ssp. thermophilus fajokról megállapították, hogy befolyásolják a puffadás mértékét. A legtöbb klinikai tanulmány azt mutatja, hogy a probiotikumok nem javítják az erőlködést, a nem teljes kiürülés érzését, a széklet állagát, a sürgős székletürítési ingert vagy a székletürítés gyakoriságát, bár néhány klinikai vizsgálat talált némi előnyt a probiotikus terápiában. A bizonyítékok ellentmondásosak azzal kapcsolatban, hogy a probiotikumok javítják-e az általános életminőséget.
A probiotikumok a bél mikrobiota megőrzésén, a vér citokinszintjének normalizálásán, a bél tranzitidejének javításán, a vékonybél permeabilitásának csökkentésén, valamint a vékonybélben található fermentáló baktériumok túlszaporodásának megakadályozása által fejthetik ki jótékony hatásukat az IBS tüneteire. A székletátültetés 2019-ben már nem tűnik hasznosnak.

#### Gyógynövényes kezelés
A borsmentaolaj hasznosnak tűnik. Egy metaanalízis szerint az IBS tüneteinek javulása tekintetében – legalábbis rövid távon – jobbnak bizonyult a placebónál. Egy korábbi metaanalízis szerint a borsmentaolaj eredményei bizonytalanok, mivel a vizsgált személyek száma kicsi volt, és a vizsgálat vaksága nem volt egyértelmű. A terhesség alatti biztonságosságot azonban nem igazolták, és óvatosan kell eljárni, hogy a bélbevonat ne károsuljon; ellenkező esetben a nyelőcső alsó záróizomzatának ellazulása következtében gastrooesophagealis reflux léphet fel. Alkalmanként hányinger és perianális égés lép fel mellékhatásként. Az Iberogast nevű gyógynövénykivonat hatékonyságát tekintve jobbnak bizonyult a placebónál. Egy átfogó metaanalízis tizenkét véletlenszerű vizsgálat felhasználásával azt eredményezte, hogy a borsmentaolaj alkalmazása hatékony terápia lehet az irritábilisbél-szindrómában szenvedő felnőttek számára.
A kannabinoidok IBS kezelésével kapcsolatos kutatásai korlátozottak. A gyomor-bél traktus hajtóerejét, szekrécióját és gyulladását a bélben az endokannabinoid rendszer modulálja, ami indokolja a kannabinoidok potenciális terápiás szerepét az IBS kezelésében.
Az IBS egyéb növényi gyógymódjainak hatékonyságára vonatkozóan csak kevés bizonyíték áll rendelkezésre. Mint minden gyógynövény esetében, tanácsos a lehetséges gyógyszerkölcsönhatásokat és mellékhatásokat is figyelembe venni.

## Epidemiológia

Az IBS-ben szenvedő lakosság százalékos aránya egyes országokban végzett tanulmányok szerint (a forrásokat lásd a táblázatban)

Az IBS előfordulási gyakorisága országonként és vizsgált korcsoportonként változik. A jobb oldali oszlopdiagram a különböző földrajzi régiókban végzett vizsgálatokban az IBS tüneteiről beszámoló lakosság százalékos arányát mutatja (a hivatkozásokat lásd a táblázatban). A alábbi táblázat a különböző országokban végzett, az IBS és az IBS-szerű tünetek gyakoriságát mérő tanulmányok listáját tartalmazza:
| Azon lakosság százalékos aránya, akik az IBS tüneteiről számoltak be a különböző földrajzi területekről származó különböző tanulmányokban | Azon lakosság százalékos aránya, akik az IBS tüneteiről számoltak be a különböző földrajzi területekről származó különböző tanulmányokban | Azon lakosság százalékos aránya, akik az IBS tüneteiről számoltak be a különböző földrajzi területekről származó különböző tanulmányokban | Azon lakosság százalékos aránya, akik az IBS tüneteiről számoltak be a különböző földrajzi területekről származó különböző tanulmányokban |
| Elhelyezkedés | Prevalencia | Szerző/év | Megjegyzések |
| --- | --- | --- | --- |
| Kanada | 6% | Boivin, 2001 | |
| Japán | 10% | Quigley, 2006 | A tanulmány mérte a GI hasi fájdalom/görcs előfordulását                                                                                  |
| Egyesült Királyság | 8,2% 10,5% | Ehlin, 2003 Wilson, 2004 | A prevalencia jelentősen megnőtt 1970 és 2004 között                                                                                      |
| Egyesült Államok | 14,1% | Hungin, 2005 | A legtöbb diagnosztizálatlan |
| Egyesült Államok | 15% | Boivin, 2001 | Becslés |
| Pakisztán | 14% | Jafri, 2007 | Sokkal gyakoribb a 16-30 éves korosztályban. 56% férfi, 44% nő                                                                            |
| Pakisztán | 34% | Jafri, 2005 | Föiskolai hallgatók |
| Mexikóváros | 35% | Schmulson, 2006 | n=324. Funkcionális hasmenést és funkcionális hányást is mértek. A magas arány a "lakott városban való élet stresszének" tulajdonítható.  |
| Brazília | 43% | Quigley, 2006 | A tanulmány mérte a GI hasi fájdalom/görcs előfordulását                                                                                  |
| Mexikó | 46% | Quigley, 2006 | A tanulmány mérte a GI hasi fájdalom/görcs előfordulását                                                                                  |

### Nemek közti eltérések
A nőknél körülbelül két-háromszor nagyobb valószínűséggel diagnosztizálják az IBS-t, és négy-ötször nagyobb valószínűséggel fordulnak szakorvosi ellátáshoz, mint a férfiak. Ezek a különbségek valószínűleg biológiai  és társadalmi  tényezők kombinációját tükrözik. Az IBS-szel diagnosztizált emberek általában 45 évnél fiatalabbak. Az IBS-ben szenvedő nőkön végzett vizsgálatok azt mutatják, hogy a tünetek súlyossága gyakran a menstruációs ciklus függvényében ingadozik, ami arra utal, hogy a hormonális különbségek is szerepet játszhatnak. A nemekkel kapcsolatos jellegzetességek megerősítése összefüggésbe hozható az életminőséggel és a pszichológiai alkalmazkodással az IBS-ben. A nemek közötti különbségek az egészségügyi ellátás igénybevételében is szerepet játszhatnak. A szorongásban mutatkozó nemi különbségek hozzájárulhatnak a nők alacsonyabb fájdalomküszöbéhez, ami nagyobb kockázatot jelent számukra a krónikus fájdalommal járó számos rendellenesség tekintetében. Végül, a szexuális trauma az IBS egyik fő kockázati tényezője, az érintettek 33%-a számolt be ilyen jellegű visszaélésről, és mivel a nőknél nagyobb a szexuális visszaélés kockázata, mint a férfiaknál, ez is hozzájárulhat az IBS magasabb arányához a nők körében.

## Története
Az „irritábilis bél” kifejezés 1950-ben jelent meg először a Rocky Mountain Medical Journalban.  A kifejezést olyan betegek kategorizálására használták, akiknél hasmenés, hasi fájdalom és székrekedés tünetei jelentkeztek, de nem találtak jól felismerhető fertőzést.  A korai elméletek szerint az irritábilis bélbetegséget pszichoszomatikus vagy mentális rendellenesség okozta.

## Társadalmi vonatkozások

### Elnevezések
Az állapot egyéb, korábban használt nevei közé tartozott az irritábilis vastagbél, a görcsös vastagbél, az ideges vastagbél, a vastagbélgyulladás, a nyálkás vastagbélgyulladás és a görcsös bél.
A vastagbélre utaló terminológia pontatlan és nem javasolt, mivel a rendellenesség nem korlátozódik az emésztőrendszer ezen szakaszára. Hasonlóképpen a „vastagbélgyulladás” kifejezés sem pontos, mivel alapvetően nem gyulladásról van szó. A másik oka annak, hogy ezeket a neveket ma már nem használják az, hogy tükrözzék azt a modern felfogást, hogy a rendellenesség nem a  képzelet szüleménye.

## Kutatás
Az IBS-ben szenvedő egyéneknél csökkent a bacteroidetes mikrobióta diverzitása és száma. Az IBS kezelésében a széklet mikrobióta-átültetés hatékonyságára vonatkozó előzetes kutatások igen kedvezőek voltak, a „gyógyulási” arány 36 és 60 százalék között volt, és az IBS fő tüneteinek enyhülése 9 és 19 hónapos követés után is fennállt. A probiotikus baktériumtörzsekkel végzett kezelés hatásosnak bizonyult, bár nem minden mikroorganizmus-törzs biztosít ugyanolyan előnyöket, és az esetek egy kisebb részében mellékhatásokat is dokumentáltak. Egyre több bizonyíték áll rendelkezésre a mesalazin (5-aminoszalicilsav) hatékonyságára vonatkozóan az IBS kezelésében. A mezalazin egy gyulladáscsökkentő tulajdonságokkal rendelkező gyógyszer, amely a kutatások szerint jelentősen csökkenti az immunmediált gyulladást az IBS-ben szenvedő személyek bélrendszerében, a mezalazin-terápia pedig az IBS tüneteinek javulását, valamint az IBS-ben szenvedő személyek általános jó közérzetét eredményezi. Azt is megfigyelték, hogy a mesalazin-terápia segít normalizálni a bélflórát, ami gyakran kóros az IBS-ben szenvedő betegeknél. A mezalazin terápiás előnyei az epiteliális barrier működésének javulásából eredhetnek. A „kórosan” magas IgG antitestszámon alapuló kezelés nem javasolt.
Az IBS-ben a zsigeri érzékenység és a bélfiziológia eltéréseit figyelték meg. Az orális 5-HTP-re adott válaszként a nyálkahártya barrier megerősödése hiányzott az IBS-ben a kontroll csoporthoz képest. Az IBS/IBD betegek ritkábban HLA DQ2/8 pozitívak, mint a felső funkcionális gasztrointesztinális betegségben szenvedők és az egészséges populáció.

## Fordítás
- Ez a szócikk részben vagy egészben  az   Irritable bowel syndrome című angol Wikipédia-szócikk ezen változatának fordításán alapul.  Az eredeti cikk szerkesztőit annak laptörténete sorolja fel. Ez a jelzés csupán a megfogalmazás eredetét és a szerzői jogokat jelzi, nem szolgál a cikkben szereplő információk forrásmegjelöléseként.